# من شارلی هستم

من شارلی هستم یا ژو سوئی شارلی (به فرانسوی: Je suis Charlie) (تلفظ فرانسوی: [ʒə sɥi ʃaʁ.li]، فرانسوی «I am Charlie»)، جمله‌ای است که توسط طرفداران آزادی بیان علیه حمله به دفتر مجلهٔ شارلی ابدو در اینترنت و شبکه‌های اجتماعی به کار می‌رود.

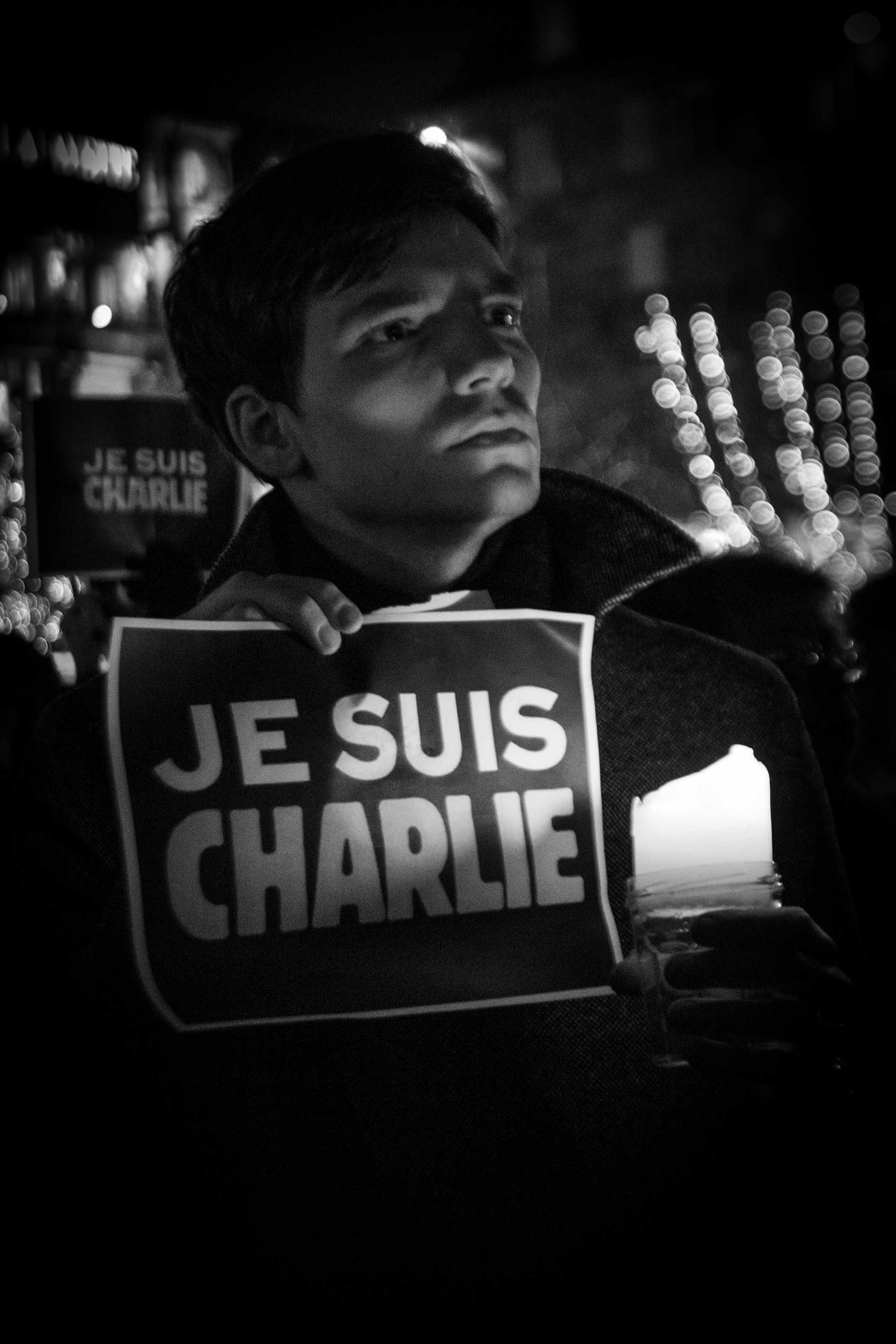

## رسانه‌ها و وب‌سایت‌ها
وب‌سایت‌های زیر از جملهٔ من شارلی هستم در وب‌سایت خود استفاده کرده‌اند.
- لیبراسیون، لوموند، رادیو بین‌المللی فرانسه و دیگر رسانه‌های فرانسه از این جمله در پایگاه‌های اینترنتی خود استفاده کرده‌اند.[۱]